# The Power (Snap!)
The Power is een elektronisch popnummer van de Duitse eurodancegroep Snap!, afkomstig van het debuutalbum World Power uit 1990. Op 3 januari dat jaar werd het nummer op single uitgebracht.

## Achtergrond
De single was de grootste hit van de groep uit Frankfurt en werd wereldwijd een hit. Het bevat zang van Penny Ford en een rap van Turbo B. In het Verenigd Koninkrijk stond The Power twee weken op de nummer 1-positie positie van de UK Singles Chart. In thuisland Duitsland werd de 2e positie bereikt, in de VS de 2e, Canada de 16e, Australië de 13e, in de Recorded Music NZ (Nieuw-Zeeland) de 6e en in Zimbabwe en de Eurochart Hot 100 de nummer 1-positie.
In Nederland werd de single een gigantische hit in de destijds twee hitlijsten en bereikte de nummer 1-positie in de Nederlandse Top 40 en voerde vier weken de lijst aan. In de Nationale Top 100 stond de single vijf weken op 1 en stond in totaal zeventien weken in deze lijst genoteerd.
In België bereikte de single de 3e positie in zowel de voorloper van de Vlaamse Ultratop 50 als de Vlaamse Radio 2 Top 30. In Wallonië werd geen notering behaald.
De zin "I've got the power" is een sample van het nummer Love's Gonna Get You van de discozangeres Jocelyn Brown. Ook bevat het nummer samples van het nummer Let The Words Flow van rapper Chill Rob G.
The Power opent met de wat raadselachtige Russische zin: "Американская фирма Transceptor Technologies приступила к производству компьютеров «Персональный спутник»" (wat betekent: De Amerikaanse firma Transceptor Technologies is gestart met de productie van de 'Personal Companion'-computer). De Personal Companion was een computerachtig apparaat voor blinden en visueel beperkten, uitgebracht in 1990. Het werkte door middel van spraak en kon, onder meer, automatisch artikelen downloaden van de USA Today, via een ingebouwde modem. Het apparaat werd gemaakt door Transceptor Technologies uit Ann Arbor, Michigan.
De single is te horen in vele films, televisieprogramma's en andere media. Ook is de single populair bij sportevenementen. Zo wordt deze bijvoorbeeld gespeeld tijdens ijshockeywedstrijden in Noord-Amerika, wanneer het thuisteam overgaat op powerplay.
In 1990 werd op het label CNR Records de parodie Ik ben verkouwe van Snip uitgebracht. De mannen achter de parodie zouden het nummer een jaar later op de eerste cd van hun nieuwe creatie Ome Henk laten verschijnen.

## In de media
- Soundtrack van de film Mighty Morphin Power Rangers: The Movie
- Soundtrack van de film Bruce Almighty
- Soundtrack van de film The Perfect Weapon
- In de film The Fisher King
- In de film Three Kings
- In de eerste aflevering van de televisieserie The Fresh Prince of Bel-Air
- Bij een reclame van Pampers
- Bij een reclame van Hotels.com
- Bij een reclame van het batterijen merk Energizer
- Bij een reclame van Toyota
- Bij een reclame van Becel
- Tijdens een scène in de film Hudson Hawk
- Tijdens een stripteasescène in de Russische serie Brigada
- Bij een reclame van T-Mobile
- Het opkomstthema van darter Phil Taylor
- In het programma 12 steden, 13 ongelukken

## Hitnoteringen

### Nederlandse Top 40
| Hitnotering: 17-03-1990 t/m 16-06-1990 | Hitnotering: 17-03-1990 t/m 16-06-1990 | Hitnotering: 17-03-1990 t/m 16-06-1990 | Hitnotering: 17-03-1990 t/m 16-06-1990 | Hitnotering: 17-03-1990 t/m 16-06-1990 | Hitnotering: 17-03-1990 t/m 16-06-1990 | Hitnotering: 17-03-1990 t/m 16-06-1990 | Hitnotering: 17-03-1990 t/m 16-06-1990 | Hitnotering: 17-03-1990 t/m 16-06-1990 | Hitnotering: 17-03-1990 t/m 16-06-1990 | Hitnotering: 17-03-1990 t/m 16-06-1990 | Hitnotering: 17-03-1990 t/m 16-06-1990 | Hitnotering: 17-03-1990 t/m 16-06-1990 | Hitnotering: 17-03-1990 t/m 16-06-1990 | Hitnotering: 17-03-1990 t/m 16-06-1990 | Hitnotering: 17-03-1990 t/m 16-06-1990 |
| Week                                   | 1                                      | 2                                      | 3                                      | 4                                      | 5                                      | 6                                      | 7                                      | 8                                      | 9                                      | 10                                     | 11                                     | 12                                     | 13                                     | 14                                     |                                        |
| -------------------------------------- | -------------------------------------- | -------------------------------------- | -------------------------------------- | -------------------------------------- | -------------------------------------- | -------------------------------------- | -------------------------------------- | -------------------------------------- | -------------------------------------- | -------------------------------------- | -------------------------------------- | -------------------------------------- | -------------------------------------- | -------------------------------------- | -------------------------------------- |
| Nummer                                 | 32                                     | 14                                     | 7                                      | 3                                      | 1                                      | 1                                      | 1                                      | 1                                      | 2                                      | 4                                      | 6                                      | 18                                     | 27                                     | 40                                     | uit                                    |

### Nationale Top 100
| Hitnotering: 17-03-1990 t/m 07-07-1990 | Hitnotering: 17-03-1990 t/m 07-07-1990 | Hitnotering: 17-03-1990 t/m 07-07-1990 | Hitnotering: 17-03-1990 t/m 07-07-1990 | Hitnotering: 17-03-1990 t/m 07-07-1990 | Hitnotering: 17-03-1990 t/m 07-07-1990 | Hitnotering: 17-03-1990 t/m 07-07-1990 | Hitnotering: 17-03-1990 t/m 07-07-1990 | Hitnotering: 17-03-1990 t/m 07-07-1990 | Hitnotering: 17-03-1990 t/m 07-07-1990 | Hitnotering: 17-03-1990 t/m 07-07-1990 | Hitnotering: 17-03-1990 t/m 07-07-1990 | Hitnotering: 17-03-1990 t/m 07-07-1990 | Hitnotering: 17-03-1990 t/m 07-07-1990 | Hitnotering: 17-03-1990 t/m 07-07-1990 | Hitnotering: 17-03-1990 t/m 07-07-1990 | Hitnotering: 17-03-1990 t/m 07-07-1990 | Hitnotering: 17-03-1990 t/m 07-07-1990 | Hitnotering: 17-03-1990 t/m 07-07-1990 |
| Week                                   | 1                                      | 2                                      | 3                                      | 4                                      | 5                                      | 6                                      | 7                                      | 8                                      | 9                                      | 10                                     | 11                                     | 12                                     | 13                                     | 14                                     | 15                                     | 16                                     | 17                                     |                                        |
| -------------------------------------- | -------------------------------------- | -------------------------------------- | -------------------------------------- | -------------------------------------- | -------------------------------------- | -------------------------------------- | -------------------------------------- | -------------------------------------- | -------------------------------------- | -------------------------------------- | -------------------------------------- | -------------------------------------- | -------------------------------------- | -------------------------------------- | -------------------------------------- | -------------------------------------- | -------------------------------------- | -------------------------------------- |
| Nummer                                 | 70                                     | 23                                     | 7                                      | 2                                      | 1                                      | 1                                      | 1                                      | 1                                      | 1                                      | 4                                      | 5                                      | 8                                      | 15                                     | 23                                     | 40                                     | 56                                     | 82                                     | uit                                    |